# Harana (Àlaba)
Harana (castellà Valle de Arana) és un municipi d'Àlaba, de la Quadrilla de Mendialdea. Limita al nord amb Iturrieta (Agurain), al sud amb Kanpezu i Lana (Navarra), a l'est amb Arraia-Maeztu i a l'oest amb Larraona (Navarra). Està format pels pobles de:
- Done Bikendi Harana
- Alda
- Uribarri Harana
- Kontrasta

El terme Vall d'Arana és un tautotopònim i sembla tenir paral·lelisme amb la Vall d'Aran. El seu significat seria Vall del Vall, ja que (h)arana significa també la vall en basc.